# Кайо (округ)
Ка́йо (англ. Cayo District) — крупнейший по площади округ Белиза. Административный центр — город Сан-Игнасио, также в Кайо расположены населённые пункты Армения, Блекман-Эдди, Сан-Антонио, Сан-Маргарет и Эсперанца.

## География
Находится в западной части страны, вдоль границы с Гватемалой. Площадь — 5196 км². Столица Белиза Бельмопан географически расположена на территории района. Главные реки, протекающие через Кайо: Макаль и Мопан.

## История
Также, на территории округа расположены несколько руин времён майя, в том числе Шунантунич, Кахаль-Печ и Караколь.

## Население
Население по данным на 2010 год составляло 72 899 человека, примерно половина из них — городское. По данным на 2000 год население насчитывало 53 715 человек.

## Экономика
Основу экономики составляет сельское хозяйство: главным образом цитрусовые и бананы. Вблизи городка Спаниш-Лукаут была найдена нефть, ведутся разработки месторождения.